# Georgios Kountouriotis
Georgios Kountouriotis (řecky Γεώργιος Κουντουριώτης, albánský idiom Hydry Γιώργ Κουντουριότι; 1782 Hydra – 13. března 1858 Athény) byl řecký rejdař a politik, který od března do října roku 1848 zastával funkci předsedy vlády.

## Život
Narodil se v roce 1782 na saronském ostrově Hydra do arvanitské rodiny. Tato rodina, zřejmě nejbohatší v nezávislém Řecku, pocházela od mladšího syna albánského rolníka. Ten se na ostrově usadil jako lodník poté, co Benátčané opustili Peloponés (1715), avšak ještě předtím, než ostrov získal svou stálou kolonii. Rodina hojně používala rodný arvanitský dialekt Hydry. Tento dialekt je doložen ve dvou dopisech Georgiosovy soukromé korespondence s Ioannisem Orlandosem, psaných řeckou abecedou, v souladu s praxí pisatelů arvanitiky v době řecké války za nezávislost. Řecky mluvil s obtížemi. Jeho bratrem byl Lazaros Kountouriotis, další rejdař z dob řecké války za nezávislost.
Když vypukla válka za nezávislost, spolu se zbytkem rodiny podpořil úsilí velkorysými dary i svými loděmi. Často se dostával do sporů s ostatními hydriotskými námořními kapitány, ale nakonec se stal nejbohatším z nich. Stal se členem výkonného výboru řecké revoluce a v letech 1823–1826, v rozhodujícím období obléhání Missolonghi, zastával funkci jeho předsedy.
Poté, co Řecko získalo nezávislost, se stal členem kabinetu Ioannise Kapodistriase, prvního guvernéra Řecka. Byl polonezávislým stoupencem Francouzské strany, především kvůli svým antipatiím k Ruské straně a svým hydriotským kolegům z Anglické strany. V období vzestupu Francouzské strany za vlády krále Oty zastával funkci předsedy vlády.

## Smrt
Zemřel dne 13. března 1858 v Athénách.

## Příbuzenstvo
Byl dědečkem Pavlose Kountouriotise, který bojoval v první balkánské válce a později sloužil jako první prezident (1924–1926) Druhé Helénské republiky.